# Бут, Джордж
Джордж Бут — английский пират, один из самых ранних разбойников, действовавший в Индийском океане и Красном море в течение конца XVII века. В его эскадру входили корабли таких видных капитанов, таких как Натаниэля Норта, Томаса Говарда и  преемника Бута Джона Боуэна.

## Биография
Хотя подробности его ранней жизни неизвестны, впервые он упоминается в документах  как стрелок сначала на борту корабля «Пеликан» в 1696 году, а позже «Дельфина». На обоих он промышлял в Индийском океане.
В то время как Бут был все еще стрелком на борту «Дельфина», он был пойман в ловушку в Сэйнт-Мари Айленд (Реюньон) британским флотом в сентябре 1699 года. Команде пиратского корабля было предложено прощение от имени британского монарха. Хотя некоторые пираты и сдались, Бут был среди тех, кто убежал на соседний Мадагаскар после сожжения «Дельфина».
Чуть позже Бут участвовал в захвате французского торгового судна на условии, что захваченные товары, среди которых был ликёр и другие заманчивые «богатства», он обменяет на рабов. Команде это предложение понравилось, и она избрала Бута капитаном. Затем они продолжали вперед в Мадагаскар. По дороге к Мадагаскару Бут столкнулся со своим приятелем, британским пиратом Джоном Боуэном и, приняв решение соединить силы, они захватили «Speaker», 450-тонное работорговое судно, несущее на борту 50 орудий, около Махадзанги в апреле 1699 года.
Как капитан недавно захваченного корабля, Бут в конечном счете поплыл к Занзибару и прибыла туда к концу 1700 года. Пока пираты бродили по берегу в поисках съестных припасов и пресной воды, Бут и Боуэн подверглись нападению со стороны местных охотников, и Бут был убит в ходе схватки. После смерти Бута команда проголосовала за Боуэна, чтобы сменить Бута в качестве капитана маленького флота.